# Wynand Olivier
Wynand Olivier (Welkom, 11 giugno 1983) è un ex rugbista a 15 sudafricano, che giocava nel ruolo di tre quarti centro. Si è laureato campione del mondo nel 2007 con gli Springboks, con cui ha disputato un totale di 38 incontri internazionali.

## Biografia
Nel rugby fin da piccolo, Olivier milita dal 2000 nel club provinciale di Currie Cup dei Blue Bulls; nel 2005 debuttò come professionista nella relativa franchise di Super Rugby dei Bulls.
Nel giugno 2006 esordì negli Springbok in un test match a Durban contro la Scozia; l'anno successivo fu selezionato nella squadra che prese parte alla Coppa del Mondo di rugby 2007, che il Sudafrica vinse: in tale edizione di torneo Olivier scese in campo in tre incontri, l'ultimo dei quali la semifinale vinta contro l'Argentina.
Con i Bulls Olivier vanta la vittoria in tre edizioni del Super Rugby, nel 2007, 2009 e 2010.

## Palmarès
- Coppe del mondo: 1
Sudafrica: 2007
- Super Rugby: 3
Bulls: 2007, 2009, 2010